# Centro de Documentacion Institucional de la Secretaría de Salud
El Centro de Documentación Institucional de la Secretaría de Salud (México), ubicado en la antigua calle de Donceles en el Centro Histórico de la Ciudad de México, es la Dirección de Área que alberga y concentra el conocimiento generado por la dependencia en materia de salud a través de sus publicaciones únicas, revistas, folletos, carteles y por otro lado, de la memoria informativa y evidencia de la institución plasmada en los documentos de archivo, expedientes, material audiovisual, fotográfico y fílmico, entre otros, a la que, según el Reglamento Interior de la Secretaría de Salud en el Artículo 32, fracciones IX, X, XI y XII.

## Funciones
- Coordinar el Sistema de Documentación Institucional;

- Representar a la Secretaría ante los órganos normativos del Gobierno Federal en materia de archivos y administración de documentos y ser el enlace con el Archivo General de la Nación de México;

- Normar los procedimientos conducentes a la identificación, acopio, y en su caso, la disposición final de la documentación institucional generada por las unidades administrativas centrales y órganos desconcentrados y someterlos al Comité de Información, y

- Desarrollar productos informativos para la atención a usuarios y difusión de los acervos de la Secretaría de Salud a cargo del Centro de Documentación Institucional, ya sea mediante formatos tradicionales o a través del uso de tecnologías de la información.

## Organigrama
Jefaturas de Departamento:
- Departamento de Archivos de Concentración e Histórico
- Departamento de Administración de Documentos y Archivo
- Departamento de Gestión y Acceso a Información Pública

## Denominaciones anteriores
- (1986-1993) Centro de Documentación y Archivo
- (1993-) Centro de Documentación Institucional